# Louis Ernest Joseph Sparre
Louis Ernest Joseph de Sparre, né le 8 juillet 1780 à Paris, mort le 9 juillet 1845 à Paris, est un général de brigade du Premier Empire.

## Biographie
Descendant d'une famille suédoise au service de la France, ayant des origines françaises, il est le fils de Louis Ernest Joseph de Sparre, maréchal de camp, baron suédois de Kronoberg et comte français de Sparre.
Il se marie le 20 vendémaire an VII avec Marie de Montholon, sœur de Charles Tristan de Montholon marquis, comte d'Empire, comte de Lée, Général, chambellan, aide de camp de l’Empereur Napoléon à Sainte-Hélène et exécuteur testamentaire de Napoléon.

## Distinctions

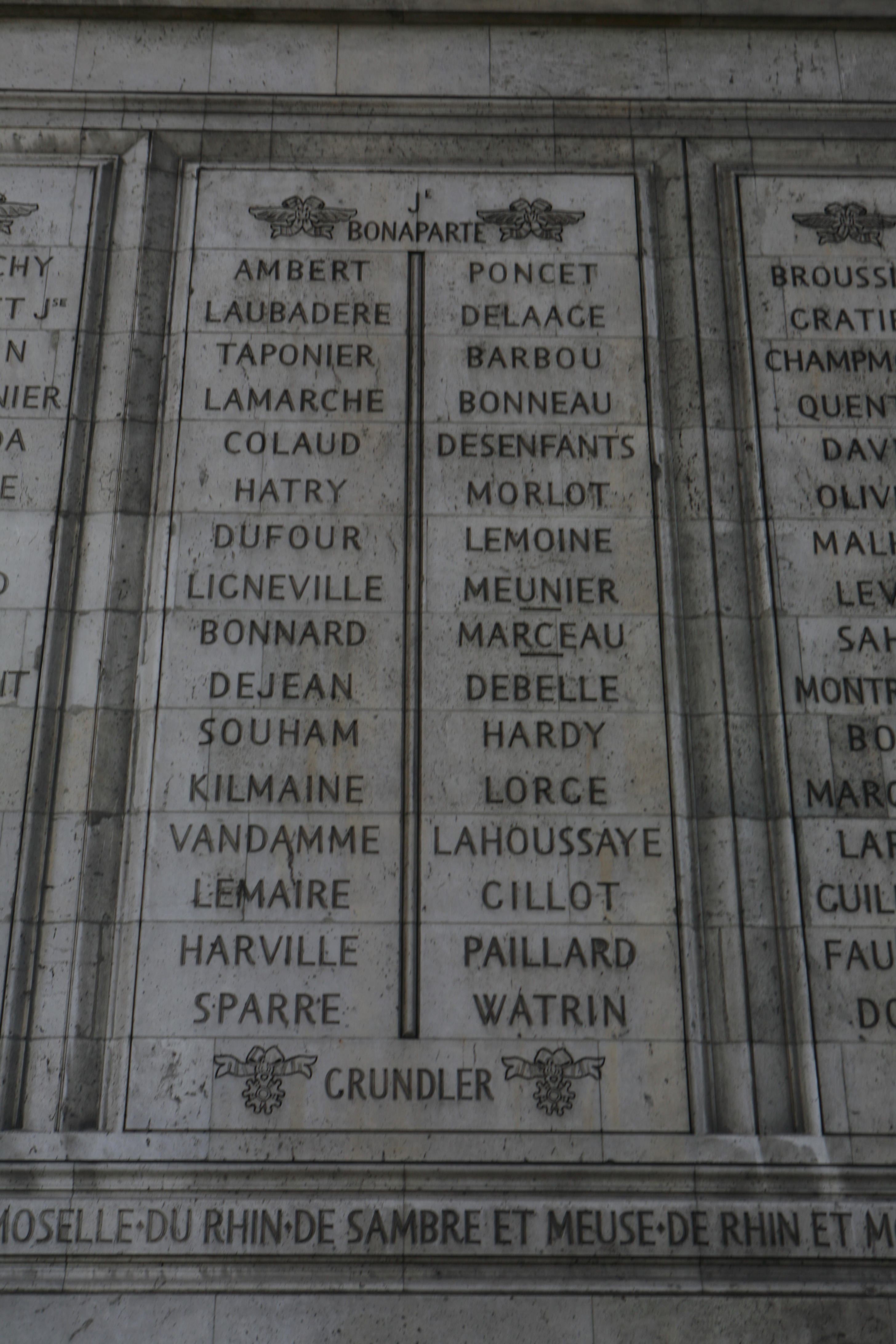
Noms gravés sous l'arc de triomphe de l'Étoile : pilier Nord, 5e et 6e colonnes.

- Il fait partie des 660 personnalités à avoir son nom gravé sous l'Arc de triomphe de l'Étoile. Il apparaît sur la 5e colonne (l’Arc indique SPARRE).
- Il est Grand-croix[3] de la Légion d'honneur[4].
- Il est fait baron d'Empire le 19 mai 1811.
- Il est pair de France.
- Commandeur de l'ordre de Saint Louis[5]
- Chevalier grand-croix de l'ordre de l'Épée de Suède